# Оришут
Оришут — река в России, протекает по Республике Марий Эл. Устье реки находится в 93 км от устья Юшута по правому берегу. Длина реки составляет 17 км, площадь водосборного бассейна — 58,7 км².
Исток реки находится на Вятском Увале у деревни Нур-Сола в 11 км к западу от посёлка Куженер. Река течёт на юг, верхнее течение проходит по безлесой местности мимо деревень Лап-Сола, Энербал, Мари-Ошеть, Оришуть; нижнее течение — по ненаселённому лесу. Почти всё течение в Куженерском районе, устье и заключительные несколько сот метров — в Советском.

## Данные водного реестра
По данным государственного водного реестра России относится к Верхневолжскому бассейновому округу, водохозяйственный участок реки — Волга от Чебоксарского гидроузла до города Казань, без рек Свияга и Цивиль, речной подбассейн реки — Волга от впадения Оки до Куйбышевского водохранилища (без бассейна Суры). Речной бассейн реки — (Верхняя) Волга до Куйбышевского водохранилища (без бассейна Оки).
Код объекта в государственном водном реестре — 08010400712112100001890.